# Rio Tâmisa
O Rio Tamisa (português europeu) ou Tâmisa (português brasileiro) (em inglês:  River Thames) é um curso de água do sul da Inglaterra que banha Oxford e Londres e desagua no mar do Norte. Nasce perto da aldeia de Kemble, na região de Cotswolds, e atravessa Oxford, Wallingford, Reading, Henley-on-Thames, Marlow, Maidenhead, Eton, Windsor e Londres. Com 346 km de extensão, é o maior rio inteiramente em solo inglês e o segundo maior de todo o território do Reino Unido.

## Etimologia

### Origem britônica
De acordo com Mallory e Adams, o Tamisa, do inglês médio Temese, deriva do nome britânico para o rio, Tamesas (de *tamēssa), registado em latim como Tamesis e produzindo o moderno galês Tafwys "Tamisa".
O elemento do nome Tam pode ter significado "escuro" e pode ser comparado com outros cognatos como o russo темно (Proto-eslavo *tĭmĭnŭ), tamsi em lituano "escuro", tumsa em letão "escuridão", tamas em sânscrito e tywyll em galesa "escuridão" e teimen irlandês médio "cinzento escuro". A origem é partilhada por muitos outros nomes de rios na Grã-Bretanha, tais como o rio Tamar na fronteira de Devon e Cornwall, vários rios chamados Tame nas Midlands e North Yorkshire, o Tavy em Dartmoor, a Equipe do Nordeste, o Teifi e Teme do País de Gales, o Teviot nas fronteiras escocesas e um afluente do Tamisa, o Tamisa.
Kenneth H. Jackson propôs que o nome do Tamisa não é indo-europeu (e de significado desconhecido), enquanto Peter Kitson sugeriu que é indo-europeu, mas originado antes dos britânicos e tem um nome que indica "lodaçal" a partir de uma raiz *tā-, "derreter".

### Histórico do nome

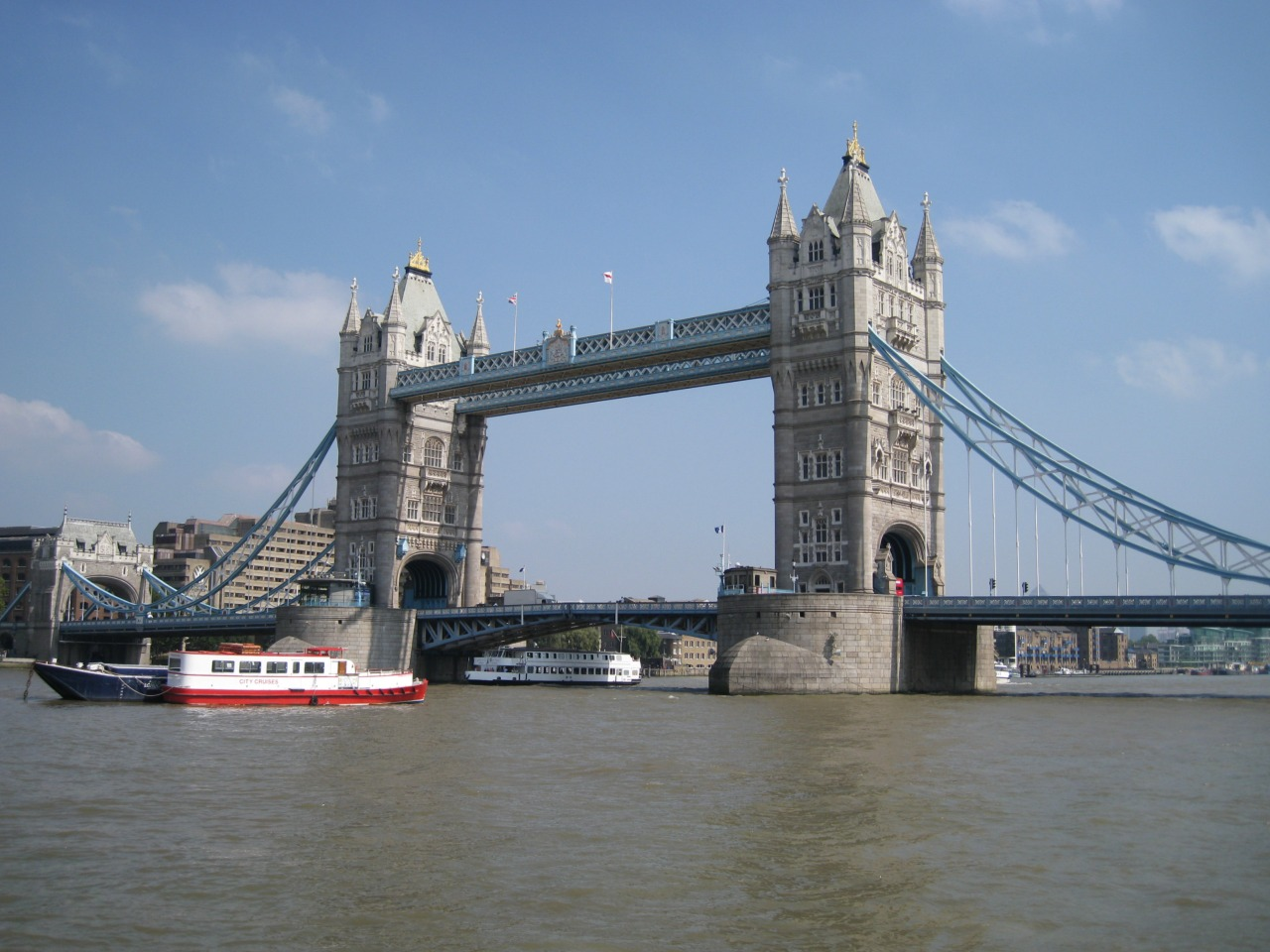
Ponte da Torre sobre o Tâmisa, em Londres

As primeiras variantes do nome incluem:
Tamesa; ( Britônico ) 
Tamesis; ( Latim ) 
Tamis, Temes; ( Inglês antigo ) 
Tamise, Thamis (1220); ( Inglês Médio, Anglo-Normandês Francês ) 
A prova indireta da antiguidade do nome 'Tamisa' é fornecida por um caco romano encontrado em Oxford, com a inscrição Tamesubugus fecit (Tamesubugus feito [isto]). Acredita-se que o nome Tamesubugus derivava do nome do rio Tamese era referido como um lugar, não um rio na Cosmografia de Ravenna (c. 700 d.C.).
O nome do rio foi sempre pronunciado com um simples t /t/; a ortografia do inglês médio era tipicamente Temese e a forma britânica Tamesis. Uma grafia semelhante de 1210, "Tamisiam" (o caso acusativo de "Tamisia"), encontra-se na Magna Carta.

### A Isis
O Tamisa através de Oxford é por vezes chamado Isis. Historicamente, e especialmente na época vitoriana, os gazeteiros e cartógrafos insistiam que todo o rio era corretamente chamado o Rio Isis desde a sua nascente até Dorchester on Thames e que só a partir deste ponto, onde o rio encontra o Tamisa e se torna o "Thame-isis" (supostamente abreviado posteriormente para o Tamisa) se assim fosse chamado. Desde o início do Século XX que esta distinção se perdeu no uso comum fora de Oxford, e alguns historiadores sugerem que o nome Isis nada mais é do que uma truncagem do Tâmisa, o nome latino para o Tamisa. Esculturas intituladas Tamesis e Isis por Anne Seymour Damer podem ser encontradas na ponte em Henley-on-Thames, Oxfordshire (os modelos originais em terracota e gesso foram expostos na Royal Academy, Londres, em 1785. Estão agora em exposição no River and Rowing Museum em Henley-on-Thames).

### Legado do nome
Richard Coates sugere que enquanto o rio era como um todo chamado o Tamisa, parte dele, onde era demasiado largo para ser vadeado, foi chamado *(p)lowonida. Isto deu o nome a um assentamento nas suas margens, que ficou conhecido como Londínio, a partir das raízes indo-europeias *pleu- "fluxo" e *-nedi "rio", que significa algo como o rio que corre ou o rio que corre largamente e que não é acessível.
O rio dá o seu nome a três áreas informais: o Vale do Tamisa, uma região de Inglaterra em torno do rio entre Oxford e Londres Ocidental; a Porta do Tamisa; e o Estuário do Tamisa que se sobrepõe em grande parte ao estuário do Tamisa, a leste de Londres e incluindo a própria via navegável. A Polícia do Vale do Tamisa é um corpo formal que tira o seu nome do rio, cobrindo três condados. Em uso não administrativo, o nome do rio é utilizado nos da Universidade de Thames Valley, Thames Water, Thames Television, Editora Thames & Hudson, Thameslink (serviço ferroviário norte-sul que passa pelo centro de Londres) e South Thames College. Um exemplo da sua utilização nos nomes de entidades históricas é a Thames Ironworks and Shipbuilding Company.

## O rio Tâmisa
Dos tempos do Grande Fedor – como o Tâmisa ficou conhecido também como rio fedorento  em 1858, quando as sessões do Parlamento do Reino Unido foram suspensas por causa do mau cheiro — até hoje, foram quase 120 anos de investimento na despoluição das águas do rio que cruza a cidade de Londres. Milhares de milhões de libras mais tarde, remadores, velejadores e até pescadores voltaram a usar o Tâmisa, que hoje conta com 121 espécies de peixes.

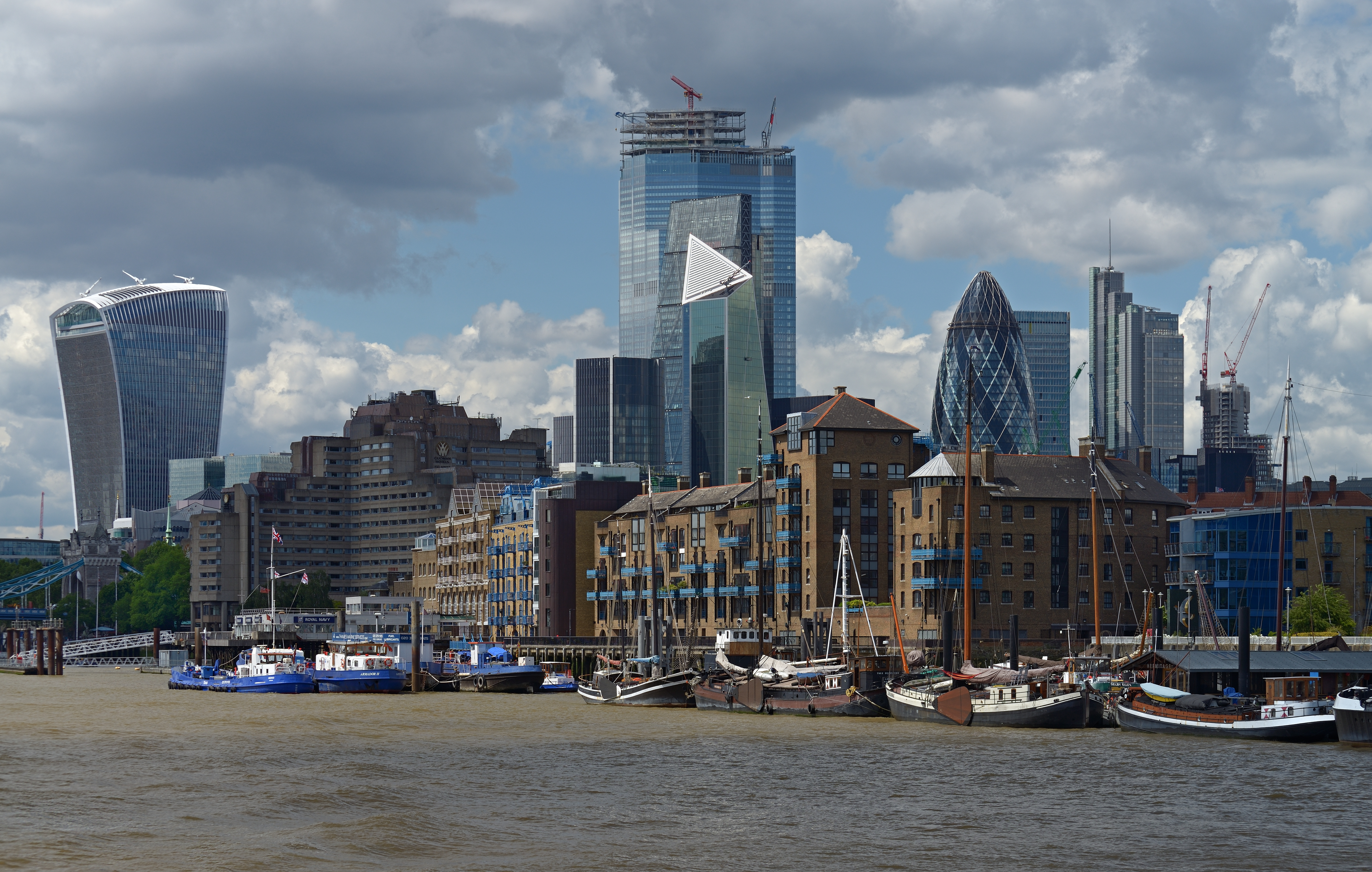
Cidade de Londres

Se a poluição começou ainda nos anos de 1610, quando a água do rio deixou de ser considerada potável, a despoluição só foi começar a partir de meados do século XIX, na época em que o rio conquistou a infame alcunha com o seu mau cheiro.
A decisão de construir um sistema de captação de esgotos também deve muito às epidemias de cólera das décadas de 1850 e 1860. A infraestrutura construída então continua até hoje como a espinha dorsal da rede atual, apesar das várias melhorias ao longo dos anos. Na época, os engenheiros criaram um sistema que simplesmente captava os dejetos produzidos na região metropolitana de Londres e os despejava no Tâmisa alguns quilômetros rio abaixo.
Na época, a solução funcionou perfeitamente, e o rio voltou a se recuperar por alguns anos. No entanto, com o crescimento da população, a mancha de esgoto foi subindo o Tâmisa e, por volta de 1950, o rio estava, mais uma vez, biologicamente morto. Foi então que as primeiras estações de tratamento de esgoto da cidade foram construídas.
As populações de moluscos no Tamisa, têm vindo a sofrer grandes alterações. Em 2022, um estudo da Universidade de Cambridge, replicando um levantamento da década de 1960 dos moluscos do rio, descobriu que quase 95% das populações desses invertebrados desaparecerem, sendo que uma espécie, o Pseudanodonta complanata, terá mesmo desaparecido por completo. Além das perdas de números, a investigação, permitiu também perceber que os moluscos que restam, além de poucos, são mais pequenos do que seria de esperar.

### Reintrodução artificial do salmão
Em 1979, o salmão – que é reconhecidamente sensível à poluição, foi reintroduzido no rio, tendo sido escolhidos espécimes ainda imaturos para que fossem por instinto até ao mar e de seguida subissem o rio de modo a reproduzirem-se naturalmente. No entanto, em 2006 e pela primeira vez desde o início desta experiência, não foi detectado um único salmão, o que leva a crer que o projeto esteja à beira de falhar.

### ONG
No início de março de 2010, o rio teve o nível mais baixo já registrado, o que revelou uma enorme quantidade de lixo, especialmente de garrafas e sacos de plástico. A ONG Thames21 tenta realizar a limpeza periódica do rio. Em dez anos, ela contabiliza que foram retiradas do rio cerca de 250 000 sacolas plásticas.

## Curso do rio
A fonte normalmente citada do Tamisa está na Thames Head (na referência ST980994 da grelha). Isto é cerca de 3⁄4 mi (1,2 km) a norte da igreja paroquial de Kemble no sul de Gloucestershire, perto da cidade de Cirencester, em Cotswolds. Contudo, Seven Springs, perto de Cheltenham, onde a rota (que se alimenta do Tamisa perto de Cricklade) se eleva, também é por vezes citada como a nascente do Tamisa, uma vez que este local é o mais afastado da foz e acrescenta cerca de 14 mi (23 km) ao comprimento do rio. Em Seven Springs, acima da nascente, encontra-se uma pedra com a inscrição em latim "Hic tuus o Tamesine pater septemgeminus fons", que significa "Aqui, ó Pai Tamisa, a tua fonte sétupla".

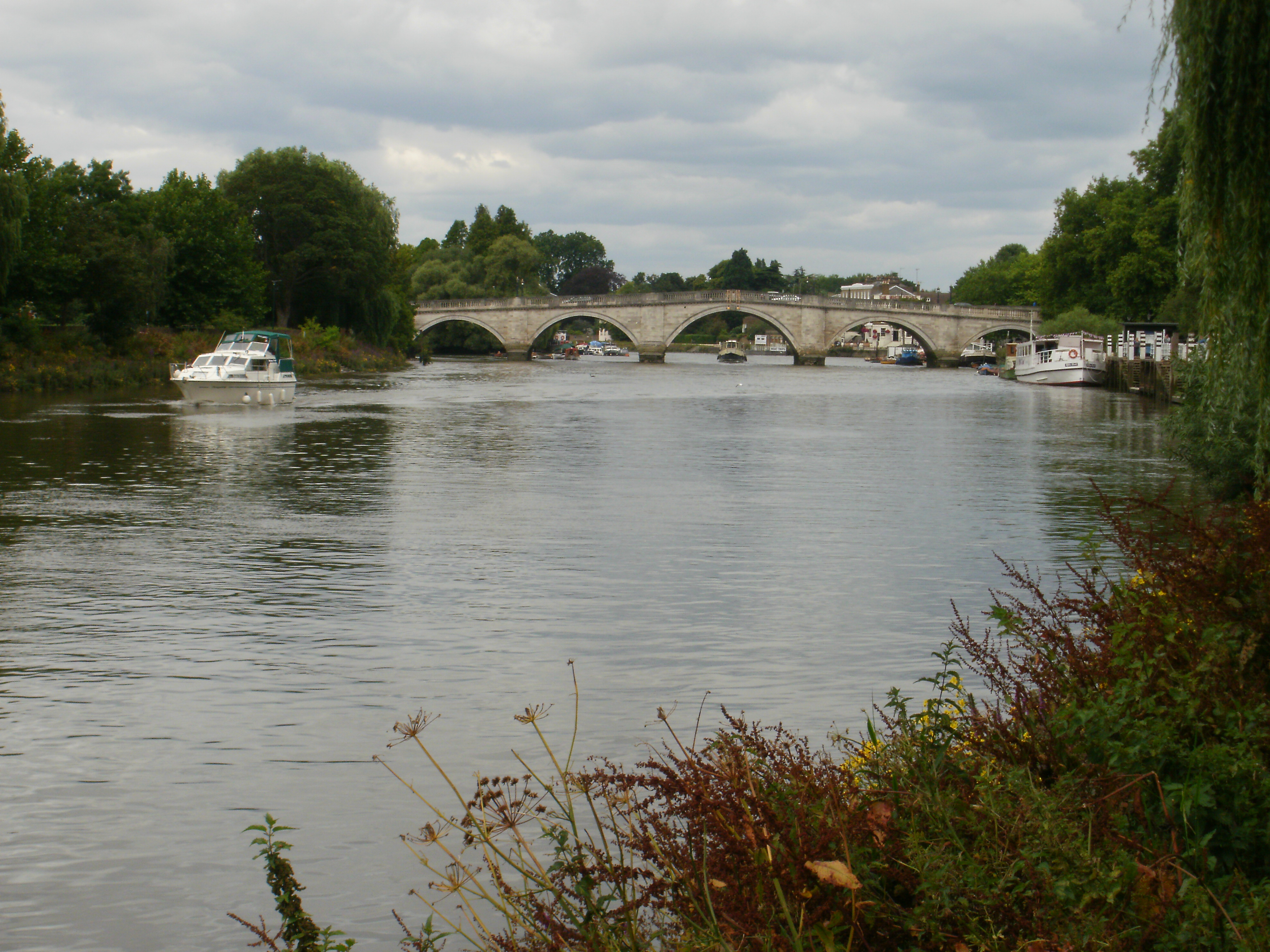
Richmond upon Thames

As nascentes em Seven Springs fluem durante todo o ano, enquanto que as de Thames Head são sazonais (um inverno debourne). Com um comprimento de 215 mi (346 km), o Tamisa é o rio mais longo de toda a Inglaterra. (O rio mais longo do Reino Unido, o Rio Severn, corre parcialmente no País de Gales). No entanto, como o rio Churn, com origem em Seven Springs, é 14 mi (23 km) mais longo do que o Tamisa desde a sua nascente tradicional em Thames Head até à confluência, o comprimento total do Tamisa medido a partir de Seven Springs, a 229 mi (369 km), é superior ao comprimento do Severn de 220 mi (350 km). Assim, o rio "Churn/Thames" pode ser considerado como o rio natural mais longo do Reino Unido. O riacho de Seven Springs é unido em Coberley por um afluente mais longo que poderia aumentar ainda mais o comprimento do Tamisa, com a sua nascente nos terrenos do National Star College em Ullenwood.
O Tamisa corre através ou ao longo de Ashton Keynes, Cricklade, Lechlade, Oxford, Abingdon-on-Thames, Wallingford, Goring-on-Thames, Streatley, Pangbourne, Whitchurch-on-Thames, Reading, Wargrave, Henley-on-Thames, Marlow, Maidenhead, Windsor, Eton, Staines-upon-Thames, Egham, Chertsey, Shepperton, Weybridge, Sunbury-on-Thames, Walton-on-Thames, Molesey e Thames Ditton. O rio foi sujeito a uma pequena redefinição e alargamento do canal principal em torno de Oxford, Abingdon e Marlow antes de 1850, quando novos cortes para facilitar a navegação reduziram ainda mais as distâncias.

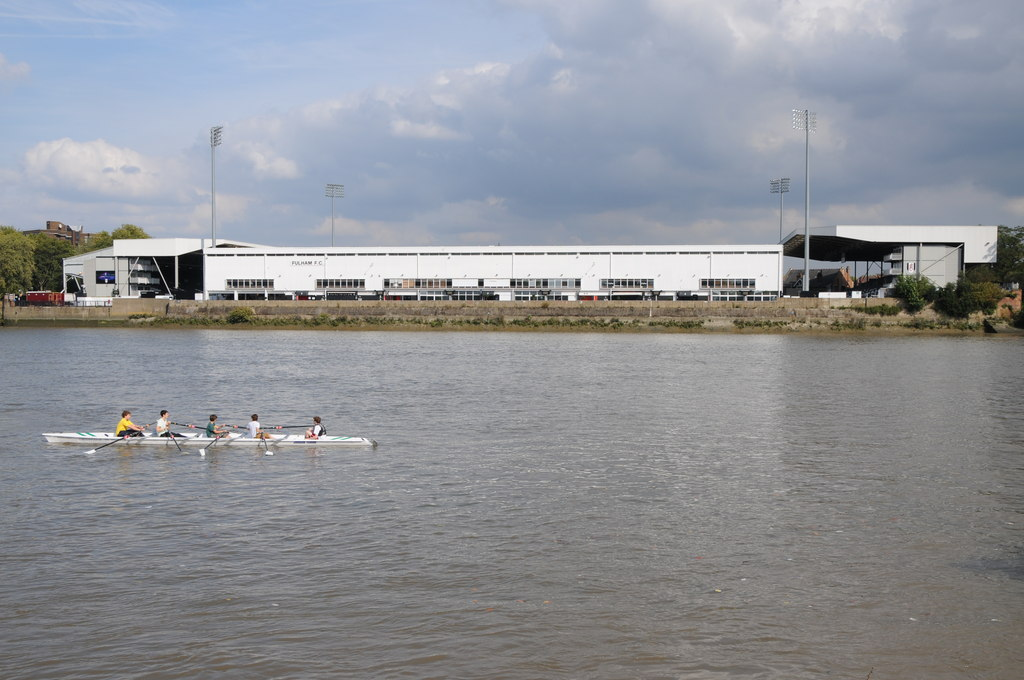
O Craven Cottage (estádio do Fulham F.C.) está às margens do Rio Tâmisa

Molesey antes de Hampton, e na Grande Londres o Tamisa passa o Hampton Court, Surbiton, Kingston upon Thames, Teddington, Twickenham, Richmond (com uma famosa vista do Tamisa de Richmond Hill), Syon House, Kew, Brentford, Chiswick, Barnes, Hammersmith, Fulham, Putney, Wandsworth, Battersea e Chelsea. No Centro de Londres, o rio passa Pimlico e Vauxhall, e depois forma um dos eixos principais da cidade, desde o Palácio de Westminster até à Torre de Londres. Neste ponto, formou historicamente o limite sul da cidade medieval, com Southwark, na margem oposta, fazendo depois parte de Surrey.
Para além do centro de Londres, o rio passa Bermondsey, Wapping, Shadwell, Limehouse, Rotherhithe, Millwall, Deptford, Greenwich, Cubitt Town, Blackwall, New Charlton e Silvertown, antes de correr através da Barreira do Tamisa, que protege o centro de Londres de inundações de tempestades. Abaixo da barreira, o rio passa por Woolwich, Thamesmead, Dagenham, Erith, Purfleet, Dartford, West Thurrock, Northfleet, Tilbury e Gravesend antes de entrar no Estuário do Tamisa, perto de Southend-on-Sea.

### Nível do mar
Núcleos de sedimentos até 10 m de profundidade recolhidos pelo British Geological Survey nas margens do rio Tamisa contêm informações geoquímicas e fósseis que fornecem um registo de 10.000 anos de mudança do nível do mar Combinados, este e outros estudos sugerem que o nível do mar do Tamisa subiu mais de 30 m durante o Holocênico a uma taxa de cerca de 5-6 mm por ano, de 10.000 para 6.000 anos atrás. A subida do nível do mar reduziu drasticamente quando o derretimento do gelo quase terminou nos últimos 4.000 anos. Desde o início do século XX, as taxas de subida do nível do mar variam de 1,22 mm por ano a 2,14 mm por ano.

### Área de captação e descarga
A bacia hidrográfica do rio Tamisa, incluindo a bacia Medway, cobre uma área de 6.229 km2 (16.130 km2). A bacia hidrográfica é uma mistura de urbano a rural nas partes leste e norte, enquanto as partes ocidentais da bacia são predominantemente rurais, com muitas cidades a um traçado suburbano como, por exemplo, arquétipo Swindon. A área está entre as mais secas do Reino Unido. Os recursos hídricos consistem em água subterrânea de aquíferos e água retirada do Tamisa e dos seus afluentes, grande parte da qual armazenada em grandes reservatórios do lado da margem.
O próprio Tamisa fornece dois terços da água potável de Londres enquanto as águas subterrâneas fornecem cerca de 40% do abastecimento público de água na área total da bacia hidrográfica. As águas subterrâneas são uma importante fonte de água, especialmente nos meses mais secos, pelo que a manutenção da sua qualidade e quantidade é extremamente importante. As águas subterrâneas são vulneráveis à poluição de superfície, especialmente em áreas altamente urbanizadas.

#### Trecho não-marítimo
Ribeiras, canais e rios, numa área de 3.842 km2 (9.951 km2), combinam-se para formar 38 tributários principais que alimentam o Tamisa entre a sua nascente e a Eclusa de Teddington. Este é o limite habitual da maré; no entanto, as marés altas da nascente podem elevar o nível da água da cabeça no alcance acima de Teddington e podem ocasionalmente inverter o fluxo do rio por um curto período de tempo. Nestas circunstâncias, os efeitos da maré podem ser observados a montante até à próxima eclusa ao lado da represa de Molesey, que é visível do caminho de reboque e da ponte ao lado do Palácio de Hampton Court. Antes da eclusa de Teddington ter sido construída em 1810-12, o rio encontrava-se no pico das marés da nascente até Staines-upon-Thames.
Por ordem decrescente, os afluentes não relacionados do Tamisa, com estatuto de rio, são o Churn, Leach, Cole, Ray, Coln, Windrush, Evenlode, Cherwell, Ock, Thame, Pang, Kennet, Loddon, Colne, Wey e Mole. Além disso, há ocasionais remansos e cortes artificiais que formam ilhas, distribuidores (mais numerosos no caso do Colne), e distribuidores feitos pelo homem, tais como o rio Longford. Três canais cruzam este trecho: o Canal de Oxford, o Canal de Kennet e Avon e o Wey Navigation.
O seu canal secundário artificial mais longo (corte), o Rio Jubileu, foi construído entre Maidenhead e Windsor para alívio de cheias e concluído em 2002.
A seção não-marítima do rio é gerida pela Environment Agency, que é responsável pela gestão do fluxo de água para ajudar a prevenir e mitigar as cheias, e pela navegação: o volume e a velocidade da água a jusante é gerida ajustando as comportas em cada um dos açudes e, no pico das águas altas, os níveis são geralmente dissipados sobre as planícies aluviais preferidas adjacentes ao rio. Ocasionalmente, a inundação de áreas habitadas é inevitável e a agência emite avisos de inundação. Devido às duras penalizações aplicáveis no rio não-marítimo, que é uma fonte de água potável antes do tratamento, o transbordo de esgotos sanitários das muitas estações de tratamento de águas residuais que cobrem a bacia superior do Tamisa deve ser raro na bacia não-marítima do Tamisa. No entanto, os transbordos de águas residuais pluviais são ainda comuns em quase todos os principais afluentes do Tamisa, apesar das afirmações em contrário por parte da Águas do Tamisa.

#### Trecho marítimo

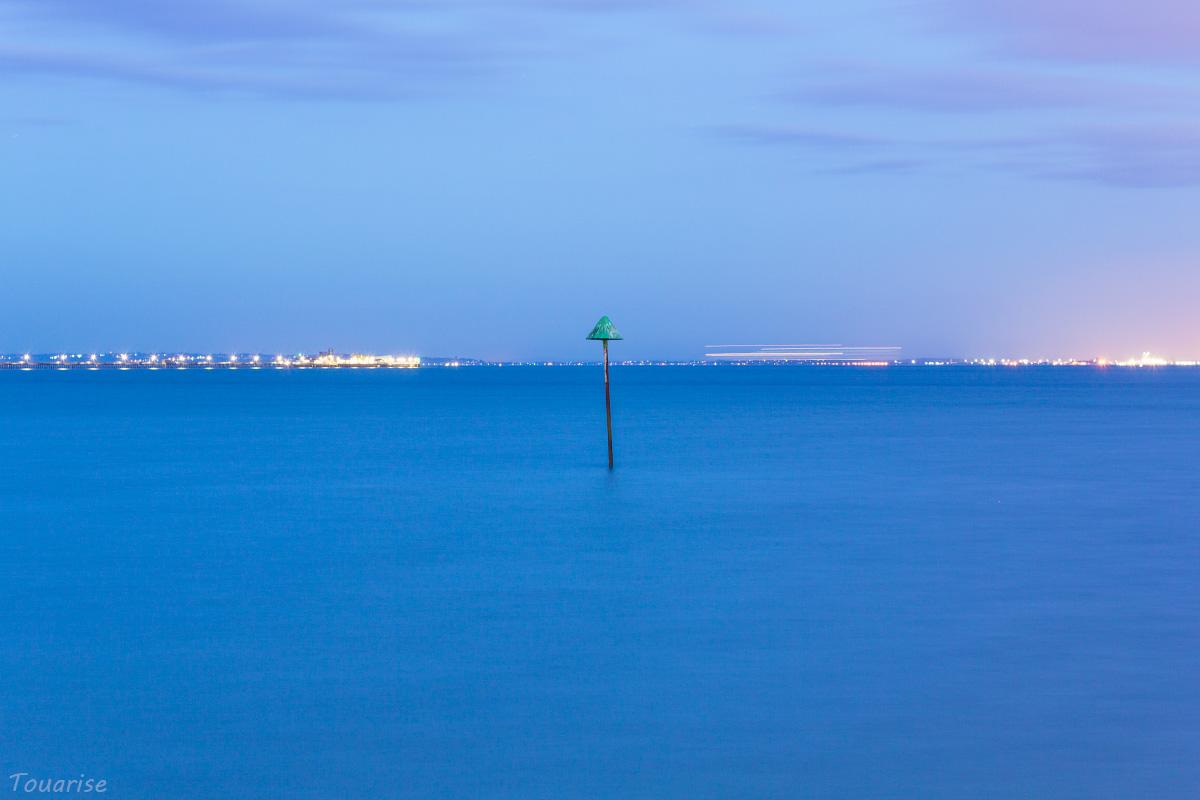
Rio Tâmisa em Southend-on-Sea

Depois da eclusa de Teddington (cerca de 55 mi ou 89 km a montante do estuário do Tamisa), o rio está sujeito à atividade da maré a partir do Mar do Norte. Antes da eclusa ter sido instalada, o rio estava sujeito à maré até Staines, cerca de 16 mi (26 km) a montante. Londres, capital da Grã-Bretanha Romana, foi estabelecida em duas colinas, agora conhecidas como Cornhill e Ludgate Hill. Estas proporcionaram uma base firme para um centro comercial no ponto mais baixo possível no Tamisa.
Foi construída uma travessia do rio no local da Ponte de Londres. A Ponte de Londres é agora utilizada como base para tabelas de marés publicadas dando os tempos de maré alta. A maré alta chega a Putney cerca de 30 minutos depois da ponte de Londres, e a Teddington cerca de uma hora mais tarde. O troço de maré do rio é conhecido como "o Tideway". As tabelas da maré são publicadas pela Autoridade do Porto de Londres e estão disponíveis online. Tempos de marés altas e baixas são também publicados no Twitter.
Os principais afluentes do rio Tamisa na Maré incluem os rios Crane, Brent, Wandle, Ravensbourne (cuja parte final se chama Deptford Creek), Lea (cuja parte final se chama Bow Creek), Roding, Darent e Ingrebourne. Em Londres, a água é ligeiramente salobra com sal marinho, sendo uma mistura de mar e água doce.
Esta parte do rio é gerida pela Autoridade do Porto de Londres. A ameaça de inundação aqui vem de marés altas e ventos fortes do Mar do Norte, e a Barreira do Tamisa foi construída na década de 1980 para proteger Londres deste risco.
O Nore é o banco de areia que marca a foz do Estuário do Tamisa, onde a saída do Tamisa se encontra com o Mar do Norte. Fica aproximadamente a meio caminho entre Havengore Creek em Essex e Warden Point, na Ilha de Sheppey em Kent. Até 1964 marcou o limite do mar da Autoridade do Porto de Londres. Como o banco de areia era um grande perigo para a navegação que entrava e saía de Londres, em 1732 recebeu o primeiro navio-farol do mundo. Este tornou-se um marco importante, e foi utilizado como um ponto de encontro para a navegação. Hoje é marcado pela bóia Sea Reach No. 1.

### Ilhas
O rio Tâmisa contém mais de 80 ilhas que vão desde os grandes pântanos estuarinos da Ilha de Sheppey e Canvey Island até pequenos ilhéus cobertos de árvores como Rose Isle em Oxfordshire e Headpile Eyot em Berkshire. Encontram-se desde a Ilha de Sheppey em Kent até à Ilha de Fiddler em Oxfordshire. Algumas das maiores ilhas do interior, por exemplo a Ilha Formosa perto de Cookham e a Ilha Andersey em Abingdon, foram criadas naturalmente quando o curso do rio foi dividido em riachos separados.

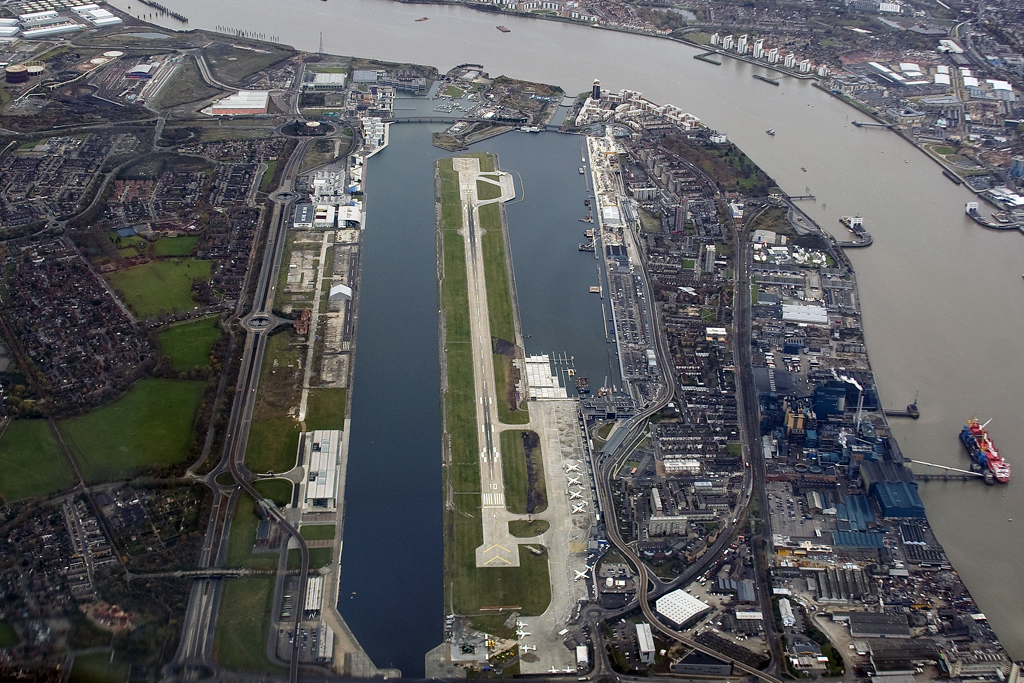
O Aeroporto da Cidade de Londres está nas margens de uma doca próxima do Tâmisa

Na área de Oxford, o rio divide-se em vários riachos através da planície de inundação (Seacourt Stream, Castle Mill Stream, Bulstake Stream e outros), criando várias ilhas (Fiddler's Island, Osney e outras). Desborough Island, Ham Island at Old Windsor e Penton Hook Island foram artificialmente criadas por cortes de eclusas e canais de navegação. Chiswick Eyot é um marco no percurso da Boat Race, enquanto a Glover's Island forma o centro de uma vista a partir de Richmond Hill.
As ilhas de interesse histórico incluem a Ilha Magna Carta em Runnymede, a Ilha Fry's em Reading, e a Ilha Pharaoh's perto de Shepperton. Em tempos mais recentes, Platts Eyot em Hampton foi o local onde foram construídos os barcos Motor Torpedo Boats (MTB), Tagg's Island perto de Molesey foi associado ao empresário Fred Karno e Eel Pie Island em Twickenham foi o local de nascimento da cena musical R&B do sudeste.
A Abadia de Westminster e o Palácio de Westminster (vulgarmente conhecido hoje como as Casas do Parlamento) foram construídos na Ilha Thorney, que costumava ser um olho.

## Locais onde o rio passa
O rio atravessa diversas áreas urbanas do Reino Unido e é atravessado por cerca de 114 pontes, vinte túneis, seis linhas férreas e um vau.
As pontes em Londres são:
- Ponte da Torre
- Ponte de Londres
- Cannon Street Railway Bridge
- Ponte de Southwark
- Ponte do Milénio
- Blackfriars Railway Bridge
- Ponte Blackfriars
- Ponte de Waterloo
- Ponte de Hungerford
- Ponte de Westminster
- Ponte de Lambeth
- Ponte de Vauxhall
- Grosvenor Bridge
- Ponte de Chelsea
- Albert Bridge
- Ponte de Battersea